# Organisatie van Samenwerkende Autonome Vakbonden
De Organisatie van Samenwerkende Autonome Vakbonden (OSAV) is een Surinaamse federatie van vakbonden. De organisatie werd in 1985 opgericht na een leiderschapscrisis in de Algemeen Verbond van Vakverenigingen in Suriname (Moederbond). OSAV is aangesloten bij de Internationaal Vakverbond.
De voorzitter van de OSAV is Sonny Chotkan (stand 2000).